# Iorosso (circunscrição)
Iorosso é uma das sete circunscrições da região de Sicasso, no sul do Mali. Sua capital é Iorosso. Está dividida na comuna urbana de Iorosso e 9 comunas rurais:
- Bura
- Carangana
- Cumbia
- Curi
- Iorosso
- Mahu
- Menamba I
- Quifosso I
- Uriquela